# Zarracós
Zarracós (llamada oficialmente Santo André de Zarracós) es una parroquia y un lugar del municipio español de La Merca, en la provincia de Orense, Galicia.

## Toponimia
La parroquia también es conocida por el nombre de San Andrés de Zarracós.

## Organización territorial
La parroquia está formada por cuatro entidades de población:

### Entidades de población
Entidades de población que forman parte de la parroquia:
- Covas do Río
- Salpurido
- Zarracós

### Despoblado
Despoblado que forma parte de la parroquia:
- Ponte-Hermida (Ponte Ermida)

## Demografía

### Parroquia
| Gráfica de evolución demográfica de Zarracós (parroquia) entre 2000 y 2022 |
|                                                                            |
| Datos según el nomenclátor publicado por el INE.                           |

### Lugar
| Gráfica de evolución demográfica de Zarracós (lugar) entre 2000 y 2022 |
|                                                                        |
| Datos según el nomenclátor publicado por el INE.                       |